# 陸懋勳
陸懋勳（1869年—？），字勉儕，號潛廬，杭州府仁和县人。清朝政治人物、進士出身。

## 生平
光緒二十四年（1898年）登進士，同年五月，改翰林院庶吉士。光緒二十九年四月，散館授翰林院編修。光緒二十六年（年）任求是書院總理。光緒二十九年（年）改任浙江高等學堂監督。光绪三十二年（年）任江苏师范学堂监督。中華民國成立后，擔任江蘇審判廳廳長 。